# Дідух Яків Петрович
Яків Петрович Ді́дух (нар. 7 травня 1948, Городок, Рівненська область) — український геоботанік і еколог, академік Національної академії наук України (2018), професор (1999), доктор біологічних наук (1988), лауреат державної премії України в галузі науки і техніки (2013) і премії НАН України імені М. Г. Холодного (1994), заслужений діяч науки і техніки України (2008). Завідувач відділу геоботаніки та екології Інституту ботаніки ім. М. Г. Холодного НАН України, професор кафедри екології природничого факультету Національного університету «Києво-Могилянська Академія». Автор понад 350 наукових праць, зокрема 17 монографій.
30 травня 2017 року затверджений членом Наукового комітету Національної ради України з питань розвитку науки і технологій при Кабінеті Міністрів України.

## Життєпис
У 1972 році закінчив кафедру ботаніки біологічного факультету Київського університету, після чого вступив до аспірантури в Інститут ботаніки імені М. Г. Холодного НАН України. Згодом працював у відділі геоботаніки цієї установи. У 1978 році захистив кандидатську дисертацію на тему «Флора Ялтинського гірсько-лісового державного заповідника, її структурно-порівняльний аналіз і наукові питання охорони» під керівництвом Ю. Р. Шеляга-Сосонка. У 1988 році захистив докторську дисертацію на тему «Диференціація фітосистем Гірського Криму і наукові основи її охорони». Того ж року очолив відділ екології фітосистем Інституту ботаніки, а з 1989 був також заступником директора з наукової роботи у цій установі. Одночасно з цим з 1992 року викладає у Національному університеті «Києво-Могилянська академія». У 2003 році було обрано членом-кореспондентом НАН України. Протягом 2003—2008 років — директор Інституту ботаніки НАН України. З 2012 року очолює об'єднаний відділ геоботаніки та екології цієї установи. У березні 2018 року обраний академіком НАН України.